# Gelbschopflund

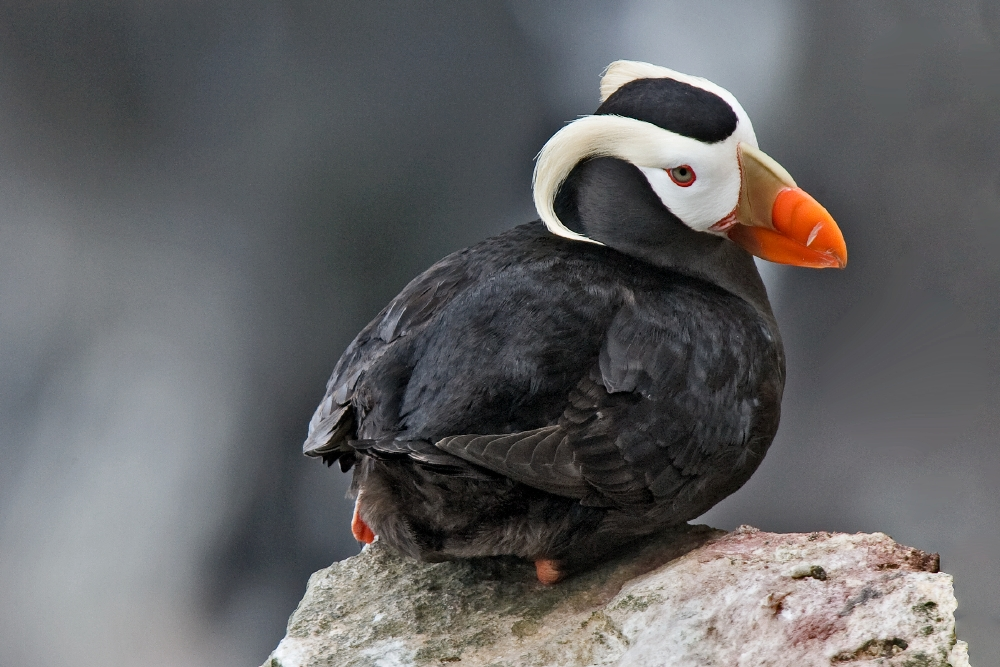
Noch nicht geschlechtsreifer Gelbschopflund

Der Gelbschopflund (Fratercula cirrhata) ist ein mittelgroßer Vogel aus der Familie der Alkenvögel. Er kommt ausschließlich im Nordpazifik vor. Es werden keine Unterarten anerkannt.

## Erscheinungsbild
Der Gelbschopflund erreicht eine Körperlänge von 40 Zentimetern und wiegt etwa 780 Gramm. Er ist damit ein großer, kräftig gebauter Alkenvogel. Der Schnabel ist groß, schmal und sehr hoch. Das Gefieder ist, abgesehen vom weißen Gesicht und dem gelben Federschmuck am Kopf, dunkel. Sein Flug wirkt eher unbeholfen, auf Grund der verhältnismäßig kleinen Flügel ist er in der Luft nicht sehr wendig und benötigt auf dem Land abschüssige Flächen und auf dem Meer einen längeren Anlauf, bevor er auffliegen kann. An Land bewegt er sich mit einem rollenden Gang. Ruhende Vögel haben eine aufrechte Körperhaltung.
Im Prachtkleid ist das Gefieder auf der Körperoberseite schwarzbraun, die Unterseite ist dunkelbraun. Das Gesicht ist weiß. Am Hinterkopf befinden sich glänzende gelbe Federn, die eine Länge von sieben Zentimetern erreichen können. Die Unterflügeldecken sind graubraun. Die Iris ist grauweiß mit einem sehr dünnen unbefiederten roten Augenring. Zwei Drittel des Schnabels sind rot, während der Brutzeit trägt er an der Schnabelbasis eine große olivgrüne bis gelbliche Hornplatte. An der Schnabelspitze finden sich drei vertikale Einkerbungen. Die Füße und die Beine sind rot bis orangerot. Noch nicht geschlechtsreife Vögel in einem Alter von zwei Jahren ähneln den Brutvögeln bereits sehr, bei ihnen ist der Schnabel aber kleiner und blasser. Sie haben in der Regel nur zwei Schnabelkerben. Die verlängerten Gesichtsfedern sind kürzer und eher weißlich als goldgelb.
Im Schlichtkleid ist der Gelbschopflund auf der Körperoberseite vollständig schwarzbraun und auf der Körperunterseite dunkelbraun. Es finden sich lediglich einige blassere Flecken auf dem Bauch und ein graubrauner Fleck hinter dem Auge. Die verlängerten Hinterkopffedern fehlen ebenso wie die olivgrüne bis gelbliche Hornplatte am Schnabel. Der Schnabel ist an der Spitze matt rot und geht zur Schnabelbasis hin in ein Braun über. Jungvögel gleichen den adulten Vögeln in ihrem Schlichtkleid. Bei ihnen sind aber die Kehle und die Oberbrust graubraun. Die Unterbrust und der Bauch ist weiß mit braunen Flecken. Die Iris ist braungrau, die nackte Haut rund um die Augen ist schwarz. Der Schnabel ist braun, dreieck und deutlich kleiner als bei den adulten Vögeln.

## Verbreitungsgebiet

Verbreitungsgebiet des Gelbschopflunds

Der Gelbschopflund ist ein Vogel der borealen und arktischen Gewässer des Nordpazifiks. Sein Verbreitungsgebiet reicht von Big Sur an der kalifornischen Küste bis nach Hokkaidō. Zahlreich kommt er allerdings nur in der Region von British Columbia bis zum Ochotskischen Meer vor. Einzelne Gelbschopflunde werden gelegentlich in der Tschuktschensee beobachtet und dringen bis zur Wrangelinsel vor. Irrgäste sind gelegentlich in der Beaufortsee zu sehen.
Brutkolonien finden sich besonders zahlreich auf Inseln vor der Alaska-Halbinsel, den Aleuten und den Kurilen sowie im Ochotskischen Meer. Weniger zahlreich finden sich Brutkolonien in der Beringsee und Randpopulationen brüten auch auf Inseln der Tschuktschensee und der Wrangelinsel. Das Hauptverbreitungsgebiet sind die östlichen Aleuten und zwar vor allem die Inseln, die an den Übergängen zwischen der Beringsee und dem Pazifik liegen. Von den 58 Inseln mit einem Brutbestand von mehr als 10.000 brütenden Gelbschopflunden liegen neun im Gebiet zwischen Akutan Island und Unalaska und weitere neun zwischen Unimak Island und Akutan Island. An der asiatischen Küste finden sich die südlichsten Brutkolonien auf Hokkaidō.
Die Überwinterungsgebiete der Gelbschopflunde sind nicht genau bekannt. Sie halten sich generell auf offenem Meer auf. Ausnahmen sind einige Gelbschopflunde, die in der Region ihrer Brutkolonien bleiben, sofern sie nicht die Vereisung zwingt, weiter nach Süden auszuweichen. Während des Winters werden Gelbschopflunde unter anderem vor der Küste Kaliforniens, im Norden des japanischen Meers und vom Norden Honshūs bis an die Ostküste Japans beobachtet. Vor der Küste British Columbias dagegen werden Gelbschopflunde nur selten im Winterhalbjahr gesehen.

## Nahrung
Gelbschopflunde suchen ihre Nahrung ganzjährig weitab der Küste. Sie halten sich dabei auch häufig von den Kontinentalschelfen fern. Dort, wo der Gelbschopflund mit dem Hornlund die Brutkolonien teilt, suchen Gelbschopflunde weiter entfernt von der Brutkolonie nach Nahrung.
Jungvögel werden von den Elternvögeln fast ausschließlich mit Fisch gefüttert. Die Nahrungsweise der adulten Vögel besteht zumindest teilweise, wenn nicht sogar größtenteils aus Zooplankton. Sie fressen außerdem gelegentlich Krebse und andere kleine Meerestiere.

## Fortpflanzung
Gelbschopflunde sind wie die meisten Seevögel Koloniebrüter. Sie kehren zu ihren Brutkolonien zwischen März und Mai zurück. Auf den Farallon-Inseln werden die ersten Gelbschopflunde gewöhnlich zwischen dem 12. und dem 6. April beobachtet. Auf den Kommandeurinseln treffen sie gegen Ende April und auf der Tschuktschenhalbinsel zwischen Ende Mai und Anfang Juni ein.
Gelbschopflunde brüten gewöhnlich auf Inseln mit steilen Grashängen und Böden, die für das Graben von Nisthöhlen geeignet sind. Sie nutzen auch bewachsene Geröllhalden und brüten ausnahmsweise auch auf Klippen. Auf Inseln, auf denen auch Füchse vorkommen, brüten sie ausschließlich an unzugänglichen Klippen. In einigen Küstenabschnitten Alaskas graben Gelbschupflunde ihre Baue auch in Sanddünen, die nicht höher als zwei Meter sind. Dagegen finden sich auf den Barren Islands Bruthöhlen mehr als 600 Meter über dem Meeresniveau. Auf den Farallon-Inseln verdrängen Gelbschopflunde Nashornalke und Taubenteisten gelegentlich aus ihren Bruthöhlen. Die Nistdichte beträgt auf der Talan-Insel im Ochotskischen Meer zwischen 0.3 und 0.9 Höhlen pro Quadratmeter.
Das Nest befindet sich normalerweise in Erdbauen, gelegentlich auch in Felsspalten oder in Höhlen unter Felsbrocken. Erdbaue werden von den Gelbschopflunden mit Schnabel und Füßen gegraben. Der Eingang einer typischen Bruthöhle hat einen Durchmesser von 15 Zentimetern und kann bis zu zwei Meter lang sein. Die Eiablage findet zwischen Ende April und Ende Mai statt. Das Gelege besteht nur aus einem Ei. Das Ei ist weiß, gelegentlich haben die Eier blasse braune oder bläuliche Flecken oder Kritzeln. Das Ei wird von beiden Elternvögeln bebrütet. Die Brutzeit beträgt im Durchschnitt 45 Tage.
Die Jungvögel werden von den Elternvögel im Schnitt 3,5 Mal pro Tag gefüttert. Meist tragen die Elternvögel Futter in den frühen Morgenstunden heran. Gelegentlich werden Jungvögel aber auch in den späten Nachmittagsstunden gefüttert. Die Nahrungsmenge, die die Elternvögel pro Tag heranbringen, variiert zwischen 14 und 22 Gramm. In einigen Brutkolonien kommt es zu Kleptoparasitismus durch Beringmöwen.
Das Wachstum der Jungvögel hängt ab von den Futtermengen, die die Elternvögel heranschaffen können. Sie wiegen unmittelbar nach dem Schlüpfen durchschnittlich 69,4 Gramm und erreichen ihr Maximalgewicht am 35. Lebenstag. Das Gewicht der Jungvögel der Gelbschopflunde zum Zeitpunkt des Ausfliegens variiert beträchtlich. Im Golf von Alaska fliegen die Jungvögel mit einem Gewicht zwischen 274 und 609 Gramm aus.

## Bestand
Im Gebiet zwischen Akutan Island und Unimak Island leben zwischen 800.000 und 1.000.000 Brutvögel. Dort befindet sich auf Egg Island mit 163.000 Brutvögeln auch die größte Kolonie dieser Art. Zu den größeren Kolonien zählt die auf Forrester Island vor der südöstlichen Küste Alaskas (70.000 Brutvögel), auf Castle Rock der Shumagin Islands (80.000 Brutvögel), Amagat Island (100.000 Brutvögel) vor der Alaska-Halbinsel und auf Amatuli Island im Golf von Alaska (93.000 Brutvögel). Die einzige nennenswerte Kolonie vor der Küste British Columbias befindet sich auf Triangle Island (50.000 Brutvögel). Ansonsten befinden sich südlich von Alaska keine Brutkolonien mit mehr als 10.000 brütenden Paaren. Kleine Kolonien befinden sich vor der Küste Washingtons und Oregons. Gelbschupflunde brüteten im 19. Jahrhundert noch auf den kalifornischen Kanalinseln, im 20. Jahrhundert gab es hier jedoch keine Brutkolonie mehr. Auf den Farallon-Inseln, der wichtigsten kalifornischen Kolonie, gab es im 19. Jahrhundert noch Tausende von Brutpaaren, der Bestand betrug 1982 jedoch nur noch 100 Brutvögel. Auf der Wrangelinsel und in der russischen Beringsee brüten jeweils nur einige wenige Paare. Die größte asiatische Kolonie befindet sich auf der Kommandeurinsel mit mehr als 20.000 Brutvögeln und auf der Talan Insel 80.000 Brutvögeln. Auf Hokkaidō sind die Bestände stark zurückgegangen. Ursache des Bestandsrückgangs auf diversen Brutinseln sind das Ertrinken in Fischernetzen, eingeführte Prädatoren und Störungen durch Menschen.

## Belege

### Einzelbelege
1. 1 2  Gaston et al., S. 298
2. 1 2 3  Gaston et al., S. 299
3. 1 2 3  Gaston et al., S. 301
4. ↑  Gaston et al., S. 302
5. ↑  Gaston et al., S. 303